# London Prize Ring Rules

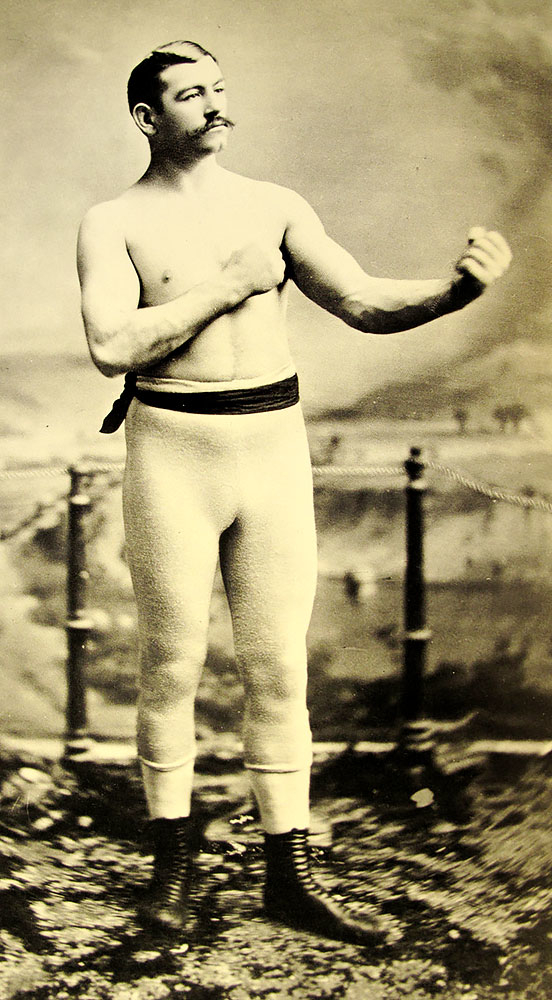
Las Reglas de London Prize Ring de 1743 fueron las primeras del boxeo, cuando el deporte solo se practicaba a puño limpio.

Las London Prize Ring rules (Reglas del Ring por Premio de Londres) fueron las primeras reglas del boxeo "a puño limpio". Fueron escritas en 1743 por el campeón británico Jack Broughton, luego de que matara a un contrincante, George Stevenson, en 1741. Broughton escribió originalmente siete reglas, que en 1838 fueron ampliadas a veintitrés reglas y en 1853 a veintinueve reglas. Las London Prize Ring rules rigieron hasta 1867 cuando se establecieron las Reglas de Queensberry, que dieron origen al boxeo moderno con guantes.

## Antecedentes
En la segunda mitad del siglo XVII, comienza a desarrollarse en Inglaterra el boxeo, posiblemente traído por marineros ingleses, influenciados por el amplio desarrollo del boxeo en la India, China y el sudeste asiático. Estos encuentros eran por dinero (prize), se realizaban "a puño limpio" y sin límite de tiempo, causando graves lesiones a los competidores.
En 1719 apareció James Figg, considerado el primer campeón inglés, quien reinó hasta su muerte en 1734. Lo sucedió su discípulo, Jack Broughton, quien reinaría hasta 1750.
En 1741, durante una pelea, Broughton lesionó de tal modo a su contrincante, George Stevenson, que éste murió pocos días después. El hecho provocó que abandonara el boxeo durante varios años y finalmente tuviera la ocurrencia de escribir una serie de reglas que previnieran la reiteración de hechos como aquel.
El estadounidense John L. Sullivan fue el último boxeador en ganar un campeonato mundial bajo las reglas de London Prize Ring, al vencer en 1882 a Paddy Ryan y fue el último en defender el título bajo esas reglas, al vencer en 1889 a Jake Kilrain.

## Las reglas
Las siguientes son textualmente, las reglas de London Prize Ring:
1. Que un cuadrado de una yarda será dibujado en el medio del escenario, y en cada recuperación (fresh set to) luego de una caída o ser arrojado fuera de los límites, cada Segundo deberá llevar a su Hombre al costado del cuadrado y ubicarlo frente al otro, y hasta que ellos estén limpiamente preparados en las líneas, no será legal para uno golpear al otro.
2. Que, en orden a prevenir cualquier disputa, el tiempo que un hombre reposa luego de una caída, si el Segundo no trae a su Hombre al costado del cuadrado, en el lapso de medio minuto, será considerado un Hombre vencido.
3. Que en cada batalla principal, ninguna persona deberá estar sobre el escenario, excepto los Principales y sus Segundos, la misma regla debe ser observada en las batallas secundarias, excepto que en las últimas, Mr. Broughton tiene permitido estar en el escenario para mantener el decoro, y para asistir a los caballeros para acceder a sus lugares, siempre cuidando de no interferir en la batalla; y quienquiera pretenda infringir estas reglas será expulsado inmediatamente de la casa. Todos deben dejar el escenario ni bien los campeones estén desvestidos, antes de la colocación para comenzar ("set-to").
4. Que ningún campeón será considerado vencido, salvo que no se ubique en la línea dentro del límite de tiempo, o que su propio Segundo lo declare vencido. A ningún segundo se le permitirá hacer preguntas a su Hombre, o aconsejarle rendirse.
5. Que en las batallas secundarias, el ganador tendrá dos tercio del dinero reunido, que será públicamente dividido sobre el escenario, no admitiéndose ningún acuerdo privado con el contrario.
6. Que para prevenir disputas, en cada batalla principal los Principales elegirán, al subir al escenario, de entre los caballeros presentes dos Umpires (árbitros), que decidirán absolutamente todas las disputas que puedan surgir sobre la batalla; y si los dos Umpires no pueden ponerse de acuerdo, los referidos Umpires eligen a un tercero, quien debe resolver.
7. Que ninguna persona debe golpear a su contrincante cuando está caído, o tomado del muslo (ham), o cualquier parte debajo de la cintura. Un hombre de rodillas debe ser considerado caído.